# Marcel Frébourg
Marcel Gaston Charles Frébourg (* 2. März 1892 in Levallois-Perret; † 2. März 1950 in Paris) war ein französischer Ruderer.

## Biografie
Marcel Frébourg gewann bei den Olympischen Zwischenspielen 1906 in Athen Silber im Vierer mit Steuermann über 2000 m und Bronze im Zweier mit Steuermann über 1000 m. Darüber hinaus gewann er im gleichen Jahr EM-Silber mit dem Achter.